# Magiske væsner i Harry Potter-universet
De følgende væsener optræder alle i bøgerne om den unge troldmand Harry Potter, skrevet af J.K. Rowling.

## Væsner i Harry Potter

### Aragog
Aragog (c. 1945 - 20. april 1997) er en talende, blind Acromantula, der bor i den Forbudte Skov. Acromantulae lever normalt ikke i England; Aragog blev indført og opdrættet af Rubeus Hagrid, som kæledyr. Ligesom resten af sin art har Aragog smag for menneskekød; kun Hagrid kan bevæge sig sikkert ind i edderkoppernes koloni, på grund af hans nære forhold til Aragog. I sin ungdom var han på størrelse med en Pekingeser, og nær enden af sit liv på størrelse med en lille elefant. Aragog havde en mage, Mosag, og er lederen af en stor Acromantula koloni bestående af alle deres afkom.
Julian Glover lægger stemme til Aragog i filmen Hemmelighedernes Kammer.
Aragog kommer oprindeligt fra et æg fra et fjernt land og kom til Storbritannien i lommen på en rejsende. På en eller anden måde kom ægget i Hagrids besiddelse, der på den tid var en elev på Hogwarts Skole for Heksekunster og Troldmandsskab. Efter Aragog udklækkedes opfostrede Hagrid ham i en af skolens kældre.
Da Romeo Gåde Detlev Jr. var elev på Hogwarts satte han Slytherin's Monster, basilisken, løs på slottet for at udrydde de Mugglerfødte elever. Aragog blev fejlagtigt set som monsteret og Hagrid blev anklaget for at være Slytherin's arvtager. Da et af basiliskens ofre, Hulkende Hulda, døde, motiverede det skolebestyrelsen til at beslutte at lukke skolen. Romeo, der så Hogwarts som sit hjem, fandt ud af Aragog's eksistens, og beskyldte ham for monsterets handlinger. Romeo kom for at fange væsnet, men Hagrid hjalp det med at flygte til Den Forbudte Skov. Hagrid blev straffet med bortvisning fra skolen. Det antydes, at det var samme hændelse, der førte til Hagrids officielle forbud mod at udøve magi.
Efter sin bortvisning blev Hagrid ansat som Nøgleforvalter på Hogwarts, hvilket tillod ham at holde kontakt med Aragog. Hagrid besøgte ham nu og da, og bragte ham mad, ligesom han senere bragte ham Mosag, en anden Acromantula, til mage, og sammen startede de to en stor koloni af kæmpeedderkopper. Nogen tid før 1993 døde Mosag. Aragog blev blind.
På Harrys andet år på skolen bliver Hemmelighedernes Kammer åbnet igen, og Slytherin's Monster bliver nok en gang sat til at jage Mugglerfødte. Denne gang resulterer det dog ikke i dødsfald, kun forstening af flere af slottets beboere. Skolens bestyrelse beslutter til sidst at lukke skolen for at beskytte eleverne, og anklager igen Hagrid for at være Slytherin's arvtager. Inden Hagrid bliver ført til Azkaban når han at bede Ron og Harry at følge efter edderkopperne, således at de finder Aragog og hans koloni og forstår, at Aragog ikke er Slytherins Monster. Aragog sætter dem på sporet af det rigtige monster og den rigtige arvtager, Romeo Gåde.
I Harrys sjette år på Hogwarts får Aragog en sygdom, og selvom Hagrid prøver at hjælpe og pleje Aragog, dør han alligevel den 20. april. Hagrid formår at få hans krop væk fra kolonien før hans børn kannibaliserer ham. Aragog bliver begravet tæt ved Hagrids hus den næste aften. Til begravelsen kommer Hagrid, Harry, og Professor Horatio Schnobbevom, der benytter lejligheden til at erhverve sig Aragog's værdifulde gift.

### Bane
Bane er en intelligent kentaur, der kan læse stjernerne og forudsige fremtiden, og som foragter og har mistillid til menneskene. Han er beskrevet som sorthåret og vildt udseende med et sort skæg. Han er imod mennesker der ridder på kentaur-ryg og mod at gribe ind i skæbnen. Han er også imod Firenze's beslutning om at undervise på Hogwarts.
Bane og Firenze forudser Harry Potter's skæbne i De Vises Sten ved at læse stjernerne.
Bane er blandt dem der jager Harry, Hermione, og Hagrid ud af Den Forbudte Skov efter de har besøgt Graup; han er også blandt dem der angriber Nidkjær da hun kalder dem beskidte bastarder. Han råber ad hende efter hendes fornærmelser, og skyder en pil hen over hovedet på hende som en spottende trussel. Bagefter bærer han hende med ind til midten af Skoven. Da Kampen om Hogwarts finder sted er han og de andre kentaurer først ikke med i kampen. Da det ser ud som om Harry ofrer sig selv kalder Hagrid ham en kujon. Dette skammer han og de andre kentaurer sig over og beslutter således at være med i kampen, og bryder gennem Dødsgardisterne. Det er mest sandsynligt at han ser Harry og Lord Voldemort kæmpe.
Han bliver stemmelagt af Jason Piper i filmen Fønixordenen.

### Dobby
Dobby er en Husalf. Han optræder første gang i Hemmelighedernes Kammer hvor han tilhører Familien Malfoy, men senere narrer Harry Malfoy til at frigive ham, hvorefter han arbejder i Køkkenet på Hogwarts.
Han bliver i Dødsregalierne dræbt af en kniv kastet af Bellatrix LeStrange.

### Errol
Errol er familien Weasleys grå postugl. Errol er meget gammel og træt, og må tit hvile efter en lang post-udbringning.

### Fawkes
Fawkes er en Fønix. Han fremstår som Dumbledores kæledyr, selv om Dumbledores senere antyder, at deres forhold er et andet. Fawkes' tårer har helbredende kræfter. I Hemmelighedernes Kammer redder Fawkes Harry fra døden, ved at helbrede et sår, han har fået af Basilisken.

### Firenze
Firenze er en Kentaur der optræder første gang i De Vises Sten, da han redder Harry fra at blive dræbt af Lord Voldemort, og fortæller ham, hvad De Vises Sten kan gøre. Han optræder senere i Fønixordenen, da han skal overtage Sibyll Trelawneys stilling som lærer i Spådom. Da han ikke er så god til at gå på trapper bliver undervisningslokalet indrettet i stueetagen på Hogwarts, i et lokale med mos, træer og buske for at minde om hans tidligere hjem i Den Forbudte Skov.
Han optræder også i Halvblodsprinsen og Dødsregalierne, når han må skiftes med Sibyll Trelawney i timerne i Spådom. Han deltager, med de andre kentaurer fra skoven, i Slaget om Hogwarts. Han er en af de få kentauere, der ikke har noget imod mennesker.

### Fluffy
Fluffy er en stor, trehovedet hund, som Hagrid får til at vogte lemmen ned til De Vises Sten i Harry Potter og De Vises Sten. Den optræder kun i De Vises Sten, men bliver omtalt i Hemmelighedernes Kammer. Hagrid ejer hunden og er gået med til at den skal dække De Vises Sten-Lemmen.
Den eneste måde at komme forbi Fluffy er ved at lulle ham i søvn ved at spille musik. Fluffy er baseret på Kerberos fra den græske mytologi, som er en trehovedet hund, som vogter porten til underverdenen. Ligesom med Fluffy bliver Kerberos lullet i søvn af Orfeus.
I De Vises Sten kommer Harry, Ron og Hermione ved et uheld ind i rummet med Fluffy, da de løber fra pedellen Argus Filch. Ved Halloween ser Harry og Ron Severus Snape gå ind til Fluffy, og de næste dage halter han. De hører ham også sige "hvordan skal man holde øje med alle tre hoveder på én gang". Det bliver dog senere afsløret, at han fulgte efter Professor Quirrell ind i rummet. Quirrell kommer forbi hunden ved at spille på en harpe, og Harry og de to andre følger efter ham ved at bruge en fløjte. I filmen spiller Quirrells harpe dog stadig, så fløjten bliver ikke brugt.
Rowling er blevet spurgt, hvad der skete med Fluffy efter han ikke skulle bruges mere, og hun sagde, at han blev sat fri i Den Forbudte Skov.

### Grisling/Grisligiano
Grisling/Grisligiano er en ugle der optræder første gang i Fangen fra Azkaban. Den er meget lille af størrelse. Det var Sirius Black der sendte den til Ron.

### Hedvig
Hedvig er en hvid Sneugle. Harry får hende af Hagrid første gang de er i Diagonalstræde. Hun leverer post til Harry og får nogle gange en godbid for det. Hun bliver i Dødsregalierne dræbt af Dødsgardisten Stan Stabejs (Stan er under kontrol af Dødsgardister) eller Lord Voldemort selv. Harry opdager hende lige pludselig liggende livløs i bunden af sit bur. I filmen dræbes Hedvig, da hun forsøger at distrahere en dødsgardist, der angriber Harry under transporten fra Ligustervænget til Vindelhuset.

### Kræ
Kræ er en Husalf, der tilhører Familien Black.
Efter Sirius Black dør arver Harry Kræ. Harry sender ham til Hogwarts, hvor han kommer til at arbejde i køkkenet sammen med de andre husalfer.

### Mosag
Mosag er en kæmpeedderkop af arten Acromantula. Hun optræder kun af omtale. Mosag er Aragogs mage.

### Nagini
Nagini er Voldemorts slange i Harry Potter bøgerne. Er sandsynligvis opkaldt efter Nagaerne i den Buddhistiske og Hinduistiske mytologi. Slangen bliver introduceret i første kapitel i Harry Potter og Flammernes Pokal. Voldemort kan kommunikere med Nagini fordi han er Slangehvisker. I Harry Potter og Dødsregalierne bliver det afsløret at Nagini er en af Voldemorts horcruxer. Den bliver dræbt af Neville Longbottom med Gryffindors sværd.

### Norbert/Norberta
Norbert, der senere får navnet Noberta, da det bliver afsløret, at det er en hundrage, er den drage, som Hagrid får i et æg af en mystisk person, som viser sig at være Professor Quirrell. Det er en Norsk Takhale, som er en meget sjælden drageart. Han/hun er grøn og skællet.
Hagrid udruger ægget i sin hytte, og som ugerne går vokser den med foruroligende hast. Det lykkes til sidst Harry, Ron og Hermione at overbevise Hagrid om at den endnu ikke udvoksede ildsprudlende drage er en dum ide at have i en træhytte. Draco Malfoy får også et glimt af den, og dette får Hagrid til at tage den endelige beslutning om, at lade Rons ældre bror Charlie Weasley hente dragen. Harry og Hermione tager Nobert med op i et tårn under usynlighedskappen og får dragen afleveret til Charlies kolleger, der tager dragen med til Rumænien, hvor de arbejder. I Dødsregalierne afslører Charlie overfor Hagrid, at det i virkeligheden var en hundrage, og at de har givet hende navnet Noberta.

### Scabbers
Scabbers er en rotte, der er grå i pelsen. Ron Weasley får ham af sin mor og far Arthur og Molly Weasley før serien begynder. Han er meget gammel hvilket vil sige at han ikke rører sig så meget. Han bider Vincent Crabbe i fingeren på Hogwarts-Ekspressen og afbryder dermed et begyndende slagsmål mellem Ron, Harry og Draco Malfoy. 
I Fangen fra Azkaban afslører Remus Lupus og Sirius Black i Det Hylende Hus at Scabbers i virkeligheden er troldmanden, forræderen og Dødsgardisten Peter Pettigrew, der som Sirius og James Potter er animagus; han er derfor også kendt som Ormehale. Senere, da gruppen kommer ud ved Slagpoplen på vej tilbage mod Hogwarts, får Lupus sit vareulve-anfald ved synet af fuldmånen. Det giver Pettigrew lejlighed til at gribe Lupus' tryllestav i forsøget på at undslippe. Da Harry afvæbner ham forvandler Pettigrew sig til rotten Scabbers og løber sin vej. Herefter ses Scabbers ikke mere, omend Pettigrew optræder i senere bøger, lejlighedsvist under navnet Ormehale men altid i menneskelig form.
I Dødsregalierne bliver Pettigrew kvalt af sin egen metalhånd, som Lord Voldemort gav ham til erstatning for den hånd, han ofrede for at bringe Voldemort tilbage til livet.

### Skævben
Skævben er en kat med ildrød pels og et ansigt der er så fladt som havde den fået en sko i hovedet. Hermione køber ham i Fangen fra Azkaban fordi ingen andre vil have ham. Skævben ser ud til at have fået særlig interesse for Rons rotte Scabbers. Senere i Harry Potter og Fangen fra Azkaban viser det sig at Skævben er i ledtog med Dødsvarslet Den Grumme som i virkeligheden er den formodede morder Sirius Black. Skævben var derfor kun ude efter Scabbers fordi det er troldmanden, forræderen og Dødsgardisten Peter Pettigrew. 
Skævben ligger senere i toget hvor han bliver sat til at Registrere Rons nye ugle Grisling. Skævben er også med i Harry Potter og Fønixordenen i Fønixordenens hovedkvarter, hvor han spiser Fred og George Weasleys Forlængelige Øre.
Han forsvinder dog ud af historien i Dødsregalierne; hans videre skæbne er således uvis.

### Stormvind/Hvirvelvinge
Stormvind – eller Hvirvelvinge – er en af de tolv Hippogriffer som Hagrid introducerer i den første time i Magiske Dyrs Pasning og Pleje på Harrys tredje år. Hagrid forklarer, at Hippogriffer er rolige og stærke dyr, men at de er meget stolte og kræver respekt. Harry får til opgave at hilse på Stormvind, der lader ham klappe sig, og efterfølgende giver han en flyvetur.
I et arrogant forsøg på at vise sig overfor sine venner, forsøger Draco Malfoy også at nærme sig Stormvind. Han bekymrer sig hverken om Hagrids advarsler eller om Hippogriffens stolthed og fornærmer Stormvind, hvorefter dyret flænser Malfoys arm med sin klo. Malfoy lader som om, at han er langt mere tilskadekommen, end han egentlig er, og overtaler sin far til at bruge sin politiske magt, til at få en sag mod Stormvind. Han bliver dømt til døden, og Hagrid prøver flere gange at appellere dommen, men forgæves. Komiteen for bortskaffelse af farlige væsener kommer til Hogwarts for at aflive Stormvind. Harry og Hermione bruger tidsvenderen til at redde både Stormvind og Sirius Black. Black flygter på Stormvind og i det meste af Flammernes Pokal gemmer de to sig i en hule i bjergene uden for Hogsmeade. Herefter flytter de begge til Grumsted Plads Nr. 12, hvor Stormvind bor i Sirius' mors gamle soveværelse.
I Halvblodsprinsen arver Harry Stormvind efter Sirius, og lader Hagrid tage sig af ham. For at undgå at vække mistanke fra Ministeriet, får Stormvind navnet Hvirvelvinge. Stormvind viser sin loyalitet overfor Harry ved at jage Snape væk fra ham i slutningen af bogen. Stormvind er også med i Slaget om Hogwarts, hvor han leder slottets Thestraler mod Voldemorts kæmper.
De andre Hippogriffer som bliver introduceret sammen med Stormvind hører vi ikke navnene på og de bliver ikke set i filmen, men eleverne prøver sig også frem med dem i timen.

### Trevor
Trevor er en tudse, Neville fik af sin bedstemor Augusta Longbottom før serien begynder. Han har en tendens til at blive væk fra Neville.

### Trofast
Trofast er Hagrids enorme, men ikke alt for modige jagthund. Bortset fra sin størrelse lader den til at være en helt almindelig hund. Ifølge Hagrid er han en stor kujon, men han holder meget af folk han kender, og elsker at slikke Harry, Ron og Hermione i ansigtet.
I De Vises Sten er han med ude i Den Forbudte Skov sammen med Harry, Hagrid, Hermione, Neville og Malfoy for at lede efter en såret enhjørning. I Hemmelighedernes Kammer tager Harry og Ron hunden med i skoven, hvor han bliver stiv af skræk både over kæmpeedderkopperne og af Hr. Weasleys bil. I Halvblodsprinsen, hvor en Dødsgardist har sat ild til Hagrids hytte, mens Trofast stadig er derinde, går Hagrid ind og kaster ham over skulderen og bærer ham ud i sikkerhed. Sammen med Hagrid deltager Trofast i Slaget om Hogwarts i slutningen af Dødsregalierne, men hans egentligt rolle i kampen er ikke klar. Sidste gang man hører om ham, løber han væk, fordi en ødelagt vase har forskrækket ham.

### Winky
Winky er en Husalf der oprindeligt tilhører Bartemius Ferm; hun bliver senere frigivet mod sin vilje.

## Fugle

### Uglerne i Eyelops
Eyelops i Diagonalstræde fører flere forskellige ugler, herunder sneugle, hornugle, miniature-ugler osv. De optræder kun i De Vises Sten.

### De To Trope-Fugle
De To Trope-Fugle optræder kun i Flammernes Pokal ganske kort. De er blevet sendt af Sirius Black.

### Fuglen Der Altid Flyver ind i Slagpoplen
Fuglen Der Altid Flyver ind i Slagpoplen optræder kun i filmen Fangen fra Azkaban, hvor den flyver ind i Slagpoplen to gange.

## Padder

### Tudserne i Flitwick's Sangkor
Tudserne i Flitwick's Sangkor optræder i starten af året på Hogwarts i Fangen fra Azkaban, hvor de er i armene på børnene i Flitwicks sangkor.

## Drager
Drager er store, flyvende dyr, der kan spy ild. De hører muligvis til blandt reptilerne. Der lever stadig drager i det fri i England, men kun to steder: den Walisiske Grønskællede fra Wales og den Hebridianske Sorte, der lever på Hebriderne.
Drager er meget svære at tæmme, hvilket angiveligt har kostet Charlie Weasley flere alvorlige brandsår under sit arbejde med drager i Rumænien. Han bemærker også, at hundrager er mere fyrige end handrager. I 1709 blev det forbudt at opdrætte drager i England, fordi det er for svært at holde dem skjult for Mugglere. 
Hvis man skal udruge et drageæg gøres det midt i et stort bål, der skal simulere den ild, rugende dragehunner plejer at spy på deres æg. De kan fra start fodres med en blanding af brændevin og kyllingeblod; senere kan de fodres med smådyr. Drageunger vokser hurtigt, og er således i stand til at tredoble deres længde i løbet af deres første uge ude af ægget.

### Norsk Takhale
Norsk takhale ligner, bortset fra takkerne på ryggen, stort set en Ungarsk Takhale. Når de klækkes er de ikke noget kønt syn; Harry Potter sammenligner det med en krøllet, sort paraply. De har benede vinger, der er store i forhold til den strømlinede krop, en snude med store næsebor, horn og bulnende, orange øjne. De spidse tænder er muligvis giftige.
Den eneste Norske Takhale, der optræder i bøgerne, er Hagrids kæledyr Norbert/Norberta.

### Kinesisk Ilddrage
Mini-Kinesisk Ilddrage optræder i Flammernes Pokal, i den første Trekamp opgave. Viktor Krum trækker denne drage.

### Svensk Bulsnude
Mini-Svensk Bulsnude optræder i Flammernes Pokal, i den første Trekamp opgave. Cedric Diggory trækker denne drage.

### Ungarsk Takhale
Ungarsk Takhale ligner den Norske Takhale, fraset takkerne på ryggen. Den optræder i Flammernes Pokal, i den første Trekamp opgave. Harry Potter trækker denne drage. Han fuldfører opgaven ved at bruge sin flyvende kost. Charlie Weasley tog dragen med til Hogwarts fra Rumænien.

### Walisisk Grønskællet
Walisisk Grønskællet er den ene af Englands to fritlevende drageracer. En lille Walisisk Grønskællet optræder i Flammernes Pokal, i den første Trekamp opgave. Fleur Delacour trækker denne drage.

### Ukrainsk Jernmave
Ukrainsk jernmave er en stor hvidlig dragetype, der optræder i den sidste af bøgerne hvor den bevogter de nederste og mest sikre bokse i Gringotts banken.

### Hebridianske Sorte
Den Hebridianske Sorte drage optræder ikke i bøgerne, men omtales i De Vises Sten som den ene af Englands to fritlevende drageracer.

### Draconifors-Drage
Draconifors-Drage optræder i Fangen fra Azkaban-spillet i Draconifors Lapifors-udfordringen. Den er lille, orange og kan kun spy ild som den har samlet op.

## Andre fabeldyr

### Hippogrif
Hippogriffer er en blanding af en hest og ørn. De optræder første gang  i Fangen fra Azkaban, hvor Hagrid anvender dem i den første time i Magiske Dyrs Pasning og Pleje. Hippogriffer er rolige og stærke dyr, men de er meget stolte og kræver respekt.

### Basilisk
Basilisken er en enorm slange der optræder i Hemmelighedernes Kammer hvor den bliver styret af Romeo G. Detlev Jr.. Harry dræber den til sidst med Godric Gryffindors Sværd og bruger dens hugtand til at ødelægge Detlevs dagbog, der er en Horcrux.
Af alle kendte væsner i Magikernes Verden, er der ingen så farlig som Basilisken, der er i stand til at leve i tusindvis af år. Edderkopper flygter fra den. Basilisken er blevet bragt til verden af et hønseæg, udklækket af en tudse. Det eneste der skræmmer en Basilisk er lyden af en galende hane. Dens tænder er spækket med gift, dens øjne har en dødelig effekt at enhver der ser den i øjnene dør omgående, det er dog muligt at slippe for døden hvis man ser dens øjne gennem noget som et spøgelse eller et spejl. Basilisken har en fremragende hørelse. Den adlyder kun en meget magtfuld Slangehvisker, der er Salazar Slytherins arvtager, hvilket i Hemmelighedernes Kammer er Romeo Gåde Detlev Jr..

## Leddyr

### Acromantula
Edderkopper af arten Acromantula er kæmpeedderkopper, der fremtræder som rimeligt intelligente. De er afkom af Mosag og Aragog og bor sammen med dem i den Forbudte Skov. Da Hagrid har opfostret Aragog fra æg har han frit lejde til at bevæge sig rundt blandt edderkopperne, men Harry og Ron kommer i problemer, da de i Hemmelighedernes Kammer opsøger Aragog for at søge hans råd; selv om Aragog ikke angriber dem er de resterende edderkopper fjendtligtsindede.

## Heste og hestelignende skabninger

### Kentaur
Kentaurer er vilde væsner med en intelligens der formodentlig overgår menneskers. De fremstår som skabninger med en hests underkrop og et menneskes overkrop. Der lever flere af dem i Den Forbudte Skov, og enkelte optræder i bøgerne:
- Firenze optræder flere gange i bøgerne. Han er venligt indstillet over for troldmænd, modsat mange af sine fæller.
- Bane er ikke så god til mennesker og siger at der vil ramme en ulykke over Firenze hvis han bliver ved med at hjælpe menneskene.
- Magorian.
- Ronan.

### Spøgelses-Hest
Spøgelses-Heste optræder i Fangen fra Azkaban. De er spøgelser hvilket vil sige at de kan bevæge sig gennem fysiske ting som vægge. Deres ryttere er De Hovedløse Jægere.

### Thestral
Thestraler, også kaldet Døds-Heste, optræder i Fønixordenen som trækdyr for vognene fra Hogsmeade til Hogwarts. De er usynlige for folk der ikke har set Døden. De har vinger og er gode til at finde vej.
Ifølge Hagrid har Hogwarts den eneste tamme flok i thestraler i Storbritannien.

### Bevinget hest
- Abraxan
- Aethonan

## Humanoider

### Dementor
Dementorerne bevogter troldmandsfængslet Azkaban. De har evnen til at suge positive og lykkelige minder ud af folk.

### Dyndfolket
Dyndfolket er små havvæsner. De optræder i Flammernes Pokal, til den anden Trekamp opgave. De skal forhindre Harry, Cedric Diggory, Viktor Krum og Fleur Delacour i at få fingre i det de mangler mest. De dukker ligeledes op af søen ved Dumbledores begravelse i Halvblodsprinsen, for at vise deres respekt til den afdøde rektor.

### Trold
Trolde er store skabninger, der angiveligt er begrænset intelligente og noget aggressive. De beskrives som op til fire meter høje med granitgrå hud. Kroppen er stor og kluntet "som en klippe," benene er tykke som træstammer med flade fødder og armene er næsten lange nok til at slæbe hen ad jorden. Hovedet er lille og skaldet, med lange ører, en grim snude og små, stikkende øjne. De lugter som en blanding mellem gamle sokker og "den slags offentlige toiletter, som ingen lader til at gøre rent." Deres foretrukne våben er en stor trækølle. Der optræder to trolde i historierne:
- En trold vandrer rundt på gangene til Halloween i De Vises Sten. Af vanvare får Ron og Harry narret trolden ind på et pigetoilet, hvor de håber at låse den inde. Det viser sig at være samme toilet, hvor Hermione har søgt tilflugt, hvorfor drengene ender med at slås med trolden for at redde Hermiones liv. De ender med at slå trolden ud med dens egen kølle. Episoden bliver starten på drengenes venskab med Hermione.
- Under lemmen, som Fluffy bevogter i De Vises Sten finder Harry, Ron og Hermione en trold, der endnu er groggy efter at Professor Quirrell har kæmpet sig forbi den i forsøget på at finde De Vises Sten.[1]

## Gnomer, alfer og andre små humanoider

### Husalf
Husalfer er små menneskelignende væsner med store flagermusagtige ører og store øjne. De bor og arbejder i velhavende troldmandsfamiliers hjem. Der optræder flere husalfer i bøgerne; bortset fra enkelte navngivne husalfer optræder de fleste som arbejdskraft i Hogwarts' køkken.

### Træalf
Buetrulle (også kendt som Træalfer) optræder i timen Magiske Dyrs Pasning og Pleje.

### Pixie-Gnom
Pixie-Gnomer er små og lyseblå. De optræder i Glitterik Smørhårs undervisning.

### Doxy
Doxy er gnomer der er små og lyseblå. De optræder i De Vises Sten-spillet i Hagrids baghave.

### Gnomer
Gnomer er små og orange og ligner kartofler med hoveder. De optræder i De Vises Sten-spillet, hvor de prøver at tage de Multismagsbønner, som man har samlet gennem spillet.

## Uklassificerede væsner

### Blævreorm
Blævreorme er fiktive orme som optræder i J.K. Rowlings univers om Harry Potter. De optræder første og sidste gang i HP5. De optræder i timen Magiske Dyrs Pasning og Pleje.
Blævreorm magisk dyr klasse X værende kedelige. De beskrives som tykke slimede orme med en længde på 10 til 25 cm. Forenden og bagenden er svære at skelne fra hinanden. De lever af salat og andet grønt, men for store mængder vil slå dem ihjel. Slimet fra blævreorme bruges Wiggenweld-eliksiren, men har ellers ingen praktisk anvendelse.

### Boggart
En boggart er et væsen som skifter form og figur alt efter, hvem den står overfor. En boggart foretrække at leve i mørke, begrænsede rum, indtil den træder frem foran folk forklædt som deres største og værste frygt, og derfor ved man ikke, hvordan en boggart ser ud i dens naturlige form.
Professor Lupus lærte sine tredjeårs elever i Forsvar Mod Mørkets Kræfter at bekæmpe en boggart med Riddikulusbesværgelsen, og han brugte også en boggart som erstatning for en dementor, da han og Harry øvede sig på Patronus-besværgelsen i Harry Potter og Fangen fra Azkaban. En boggart var også en af forhindringerne i labyrinten i Turneringen i Magisk Trekamp i Harry Potter og Flammernes Pokal. Støder på en boggart i et skab på Grumsted Plads nr. 12 i Harry Potter og Fønixordenen.

### Futskolopender
Futskolopender er fiktive skjold-dyr som optræder i J.K. Rowling's univers om Harry Potter. De optræder første og sidste gang i Harry Potter of Flammernes Pokal. De optræder i timen Magiske Dyrs Pasning og Pleje.
Det bliver nævnt i Flammernes Pokal at de ikke er rigtige dyr, men krydsninger mellem ildkrabber og kæmpeknælere.

### Slangen fra Malfoy's Stav
Slangen fra Malfoy's Stav er en fiktiv slange der optræder i J.K. Rowlings univers om Harry Potter. Slangen optræder i Harry Potter og Hemmelighedernes Kammer hvor den bliver kastet op i luften af Olarte Accenteré udført af Smørhår, hvorefter den skræmmer Justin Finch-Fletchley hvorefter Harry bruger Slangehvisken. Den bliver herefter dræbt af Epana Evaneska udført af Snape.

### Bundimun
Bundimun er et fiktivt kryb der optræder i J.K. Rowlings univers om Harry Potter. Den optræder i Harry Potter og Fangen fra Azkaban-spillet i Draconifors Lapifors-udfordringen. Den er grøn med gule øjne overalt og udspyer gift.

### Lapifors-Kanin
Lapifors-Kanin er en fiktiv kanin der optræder i J.K. Rowlings univers om Harry Potter. Den optræder i Harry Potter og Fangen fra Azkaban-spillet i Draconifors Lapifors-udfordringen. Den er lille og grå og elsker at grave i jord.